# فرنسیس اسپارکس
فرنسیس اسپارکس (به انگلیسی: Francis Sparks) بازیکن فوتبال زادهٔ ۴ ژوئیه ۱۸۵۵ اهل کشور انگلستان که سابقهٔ بازی در تیم ملی فوتبال انگلستان را در کارنامهٔ خود دارد. وی در تاریخ ۵ آوریل ۱۸۷۹ نخستین بازی ملی خود را در مقابل تیم ملی فوتبال اسکاتلند انجام داد و با حضور در ۳ بازی ملی، در تاریخ ۱۵ مارس ۱۸۸۰ واپسین بازی ملی‌اش را در برابر تیم ملی فوتبال ولز برگزار کرد.
این بازیکن توانسته در بازی‌های ملی، ۳ گل به ثمر برساند.